# Boliviaans voetbalelftal in 2014
Het Boliviaans voetbalelftal speelde zes officiële interlands in het jaar 2014, alle vriendschappelijk. La Verde ("De Groenen") stond onder leiding van oudgediende Xabier Azkargorta. Hij had de selectie niet naar de WK-eindronde in Brazilië (2014) weten te loodsen, zoals de Bask in 1993 wel had gedaan. Op de in 1993 geïntroduceerde FIFA-wereldranglijst zakte Bolivia in 2014 van de 69ste (januari 2014) naar de 85ste plaats (december 2014).

## Balans
| Wedstrijden | Wedstrijden | Wedstrijden | Wedstrijden | Doelpunten | Doelpunten | Doelpunten | Punten |
| Gespeeld    | Winst       | Gelijk      | Verlies     | Voor       | Tegen      | Saldo      | Punten |
| ----------- | ----------- | ----------- | ----------- | ---------- | ---------- | ---------- | ------ |
| 6           | 1           | 1           | 4           | 6          | 18         | –12        | 0.500  |

## Interlands
|                                                             |                                               |       |         |                                                                                                 |
| 30 mei Vriendschappelijk № 413 «onderlinge duels» 21:00 uur | Spanje                                        | 2 – 0 | Bolivia | Estadio Ramón Sánchez Pizjuán, Sevilla Toeschouwers: 35.000 Scheidsrechter: Lorenc Jemini (ALB) |
| 30 mei Vriendschappelijk № 413 «onderlinge duels» 21:00 uur | Fernando Torres 51' (pen.) Andrés Iniesta 84' |       |         | Estadio Ramón Sánchez Pizjuán, Sevilla Toeschouwers: 35.000 Scheidsrechter: Lorenc Jemini (ALB) |

|                                                             |                  |       |                                            |                                                                                   |
| 6 juni Vriendschappelijk № 414 «onderlinge duels» 20:00 uur | Bolivia          | 1 – 2 | Griekenland                                | Red Bull Arena, Harrison Toeschouwers: 11.024 Scheidsrechter: Javier Santos (PUR) |
| 6 juni Vriendschappelijk № 414 «onderlinge duels» 20:00 uur | Rudy Cardozo 70' |       | 21' Panagiotis Kone 54' Kostas Katsouranis | Red Bull Arena, Harrison Toeschouwers: 11.024 Scheidsrechter: Javier Santos (PUR) |

|                                                        |         |                                                                           |         |                                                                                              |
| 6 september Vriendschappelijk № 415 «onderlinge duels» | Bolivia | 0 – 4                                                                     | Ecuador | Lockhart Stadium, Fort Lauderdale Toeschouwers: 10.000 Scheidsrechter: Valdin Legister (JAM) |
| 6 september Vriendschappelijk № 415 «onderlinge duels» |         | 9' Christian Noboa 34' Juan Cazares 67' Enner Valencia 83' Junior Sornoza |         | Lockhart Stadium, Fort Lauderdale Toeschouwers: 10.000 Scheidsrechter: Valdin Legister (JAM) |

|                                                        |                  |       |         |                                                                                                  |
| 9 september Vriendschappelijk № 416 «onderlinge duels» | Mexico           | 1 – 0 | Bolivia | Dick's Sporting Goods Park, Commerce City Toeschouwers: 18.136 Scheidsrechter: Chris Penso (USA) |
| 9 september Vriendschappelijk № 416 «onderlinge duels» | Miguel Layún 18' |       |         | Dick's Sporting Goods Park, Commerce City Toeschouwers: 18.136 Scheidsrechter: Chris Penso (USA) |

|                                                                 |                                              |       |                                       |                                                                                 |
| 14 oktober Vriendschappelijk № 417 «onderlinge duels» 20:00 uur | Chili                                        | 2 – 2 | Bolivia                               | Estadio Regional, Antofagasta Toeschouwers: ?? Scheidsrechter: Pablo Díaz (ARG) |
| 14 oktober Vriendschappelijk № 417 «onderlinge duels» 20:00 uur | Charles Aránguiz 42' Arturo Vidal 90' (pen.) |       | 15' Carlos Saucedo 51' Carlos Saucedo | Estadio Regional, Antofagasta Toeschouwers: ?? Scheidsrechter: Pablo Díaz (ARG) |

|                                                        |                                                         |       |                                         |                                                                                          |
| 18 november Vriendschappelijk № 418 «onderlinge duels» | Bolivia                                                 | 3 – 2 | Venezuela                               | Estadio Hernando Siles, La Paz Toeschouwers: 18.000 Scheidsrechter: Eduardo Gamboa (CHI) |
| 18 november Vriendschappelijk № 418 «onderlinge duels» | Ronald Raldés 41' Damián Lizio 53' Juan Carlos Arce 87' |       | 39' Wilker Ángel 71' Alexander González | Estadio Hernando Siles, La Paz Toeschouwers: 18.000 Scheidsrechter: Eduardo Gamboa (CHI) |

## FIFA-wereldranglijst
| JAN | FEB | MAR | APR | MEI | JUN | JUL | AUG | SEP | OKT | NOV | DEC |
| --- | --- | --- | --- | --- | --- | --- | --- | --- | --- | --- | --- |
| 69  | 70  | 70  | 68  | 68  | 67  | 71  | 71  | 94  | 103 | 87  | 85  |

## Statistieken
| Romel Quiñónez          | 1992-06-25 | Club Bolívar      | 5 | 0 | 0 | 7  | 0  |
| Daniel Vaca             | 1978-11-03 | The Strongest     | 1 | 0 | 0 | 9  | 0  |
| Verdediging             |            |                   |   |   |   |    |    |
| Ronald Raldés           | 1981-04-20 | Oriente Petrolero | 6 | 0 | 1 |    |    |
| Alejandro Meleán        | 1987-06-16 | Oriente Petrolero | 6 | 0 | 0 |    |    |
| Marvin Bejarano         | 1988-03-06 | Oriente Petrolero | 4 | 0 | 0 |    |    |
| Luis Gutiérrez          | 1985-01-15 | Club Bolívar      | 2 | 1 | 0 |    |    |
| Miguel Hurtado          | 1985-07-04 | Club Blooming     | 2 | 0 | 0 |    |    |
| Leonel Morales          | 1988-09-02 | Club Blooming     | 2 | 0 | 0 |    |    |
| Edward Zenteno          | 1984-12-05 | Jorge Wilstermann | 1 | 2 | 0 |    |    |
| Ramiro Ballivián        | 1992-04-08 | Universitario     | 1 | 1 | 0 |    |    |
| Edemir Rodríguez        | 1984-10-21 | Club Bolívar      | 0 | 0 | 0 |    |    |
| Juan Carlos Zampiery    | 1989-09-28 | Jorge Wilstermann | 0 | 1 | 0 |    |    |
| Middenveld              |            |                   |   |   |   |    |    |
| Ronald Eguino           | 1988-02-20 | Club Bolívar      | 4 | 1 | 0 | 7  | 0  |
| Alejandro Chumacero     | 1991-04-22 | The Strongest     | 3 | 2 | 0 |    |    |
| Gualberto Mojica        | 1984-10-07 | Oriente Petrolero | 3 | 2 | 0 |    |    |
| José Luis Chávez        | 1986-05-18 | Club Bolívar      | 2 | 1 | 0 |    |    |
| Damián Lizio            | 1989-06-30 | CD O'Higgins      | 2 | 0 | 1 |    |    |
| Pedro Azogue            | 1994-12-06 | Oriente Petrolero | 2 | 0 | 0 |    |    |
| Diego Bejarano          | 1994-01-03 | Panetolikos       | 2 | 0 | 0 | 9  | 1  |
| Rudy Cardozo            | 1990-02-14 | Club Bolívar      | 1 | 4 | 1 |    |    |
| Danny Bejarano          | 1994-01-03 | Oriente Petrolero | 1 | 3 | 0 |    |    |
| Daniel Chávez           | 1990-01-13 | The Strongest     | 1 | 1 | 0 | 4  | 0  |
| Leandro Maygua          | 1992-09-12 | Club Bolívar      | 1 | 1 | 0 |    |    |
| Martin Smedberg-Dalence | 1984-05-10 | IFK Göteborg      | 1 | 0 | 0 |    |    |
| Raúl Castro             | 1989-08-19 | The Strongest     | 1 | 0 | 0 | 1  | 0  |
| Damir Miranda           | 1985-10-06 | Club Bolívar      | 0 | 4 | 0 |    |    |
| Vicente Arze            | 1985-11-22 | Club Blooming     | 0 | 1 | 0 |    |    |
| Mario Ovando            | 1985-09-01 | Club San José     | 0 | 1 | 0 |    |    |
| Joselito Vaca           | 1982-08-12 | Club Blooming     | 0 | 1 | 0 |    |    |
| Jaime Arrascaita        | 1993-09-02 | Club Bolívar      | 0 | 1 | 0 | 4  | 1  |
| Aanval                  |            |                   |   |   |   |    |    |
| Carlos Saucedo          | 1979-09-11 | CD Saprissa       | 4 | 0 | 2 |    |    |
| Juan Carlos Arce        | 1985-04-10 | Club Bolívar      | 4 | 0 | 1 |    |    |
| Marcelo Moreno          | 1987-06-18 | Cruzeiro EC       | 2 | 1 | 0 | 48 | 12 |
| Rodrigo Ramallo         | 1990-10-14 | The Strongest     | 1 | 2 | 0 |    |    |
| Alcides Peña            | 1989-01-14 | Oriente Petrolero | 0 | 2 | 0 |    |    |
| Augusto Andaveris       | 1979-05-05 | Jorge Wilstermann | 0 | 1 | 0 | 22 | 1  |
| Rodrigo Vargas          | 1994-10-19 | Oriente Petrolero | 0 | 1 | 0 |    |    |

FBF · A-internationals · Selecties · Bondscoaches · Statistieken · Boliviaans vrouwenelftal · Olympisch elftal · Bolivia U21 · Bolivia U20 · Bolivia U19 · Bolivia U18 · Bolivia U17
1926–1949 · 
1950–1959 · 
1960–1969 · 
1970–1979 · 
1980–1989 · 
1990–1999 · 
2000–2009 · 
2010–2019 ·
2020−2029
CC 1999
WK 1930 · 
WK 1950 · 
WK 1994
1926 · 
1927 · 
1927 · 1928 · 1929 · 
1930 · 
1931 · 1932 · 1933 · 1934 · 1935 · 1936 · 1937 · 
1938 · 
1939 · 1940 · 1941 · 1942 · 1943 · 1944 · 
1945 · 
1946 · 
1947 · 
1948 · 
1949 · 
1950 · 
1951 · 1952 · 
1953 · 
1954 · 1955 · 1956 · 
1957 · 
1958 · 
1959 · 
1960 · 
1961 · 
1962 · 
1963 · 
1964 · 
1965 · 
1966 · 
1967 · 
1968 · 
1969 · 
1970 · 
1971 · 
1972 · 
1973 · 
1974 · 
1975 · 
1976 · 
1977 · 
1978 · 
1979 · 
1980 · 
1981 · 
1982 · 
1983 · 
1984 · 
1985 · 
1986 · 
1987 · 
1988 · 
1989 · 
1990 · 
1991 · 
1992 · 
1993 · 
1994 · 
1995 · 
1996 · 
1997 · 
1998 · 
1999 · 
2000 · 
2001 · 
2002 · 
2003 · 
2004 · 
2005 · 
2006 · 
2007 · 
2008 · 
2009 · 
2010 ·
2011 · 
2012 · 
2013 · 
2014 · 
2015 · 
2016 ·
2017 ·
2018 ·
2019 ·
2020 ·
2021 ·
2022 ·
2023 ·
2024
Algerije ·
Andorra ·
Argentinië ·
Brazilië ·
Bulgarije · 
Chili ·
Colombia ·
Costa Rica ·
Cuba ·
Curaçao ·
DDR ·
Duitsland ·
Ecuador ·
Egypte ·
El Salvador ·
Finland ·
Frankrijk ·
Griekenland ·
Guatemala ·
Guyana ·
Haïti ·
Honduras ·
Hongarije ·
Ierland ·
IJsland ·
Irak ·
Iran ·
Jamaica ·
Japan ·
Joegoslavië ·
Kameroen ·
Letland ·
Mexico ·
Myanmar ·
Nicaragua ·
Noord-Korea ·
Oezbekistan ·
Panama ·
Paraguay ·
Peru ·
Polen ·
Portugal ·
Roemenië ·
Rusland ·
Saoedi-Arabië ·
Senegal ·
Servië ·
Slowakije ·
Spanje ·
Trinidad en Tobago ·
Tsjecho-Slowakije ·
Uruguay ·
Venezuela ·
Verenigde Arabische Emiraten ·
Verenigde Staten ·
Zuid-Afrika ·
Zuid-Korea ·
Zwitserland